# Jean-Charles Cazin

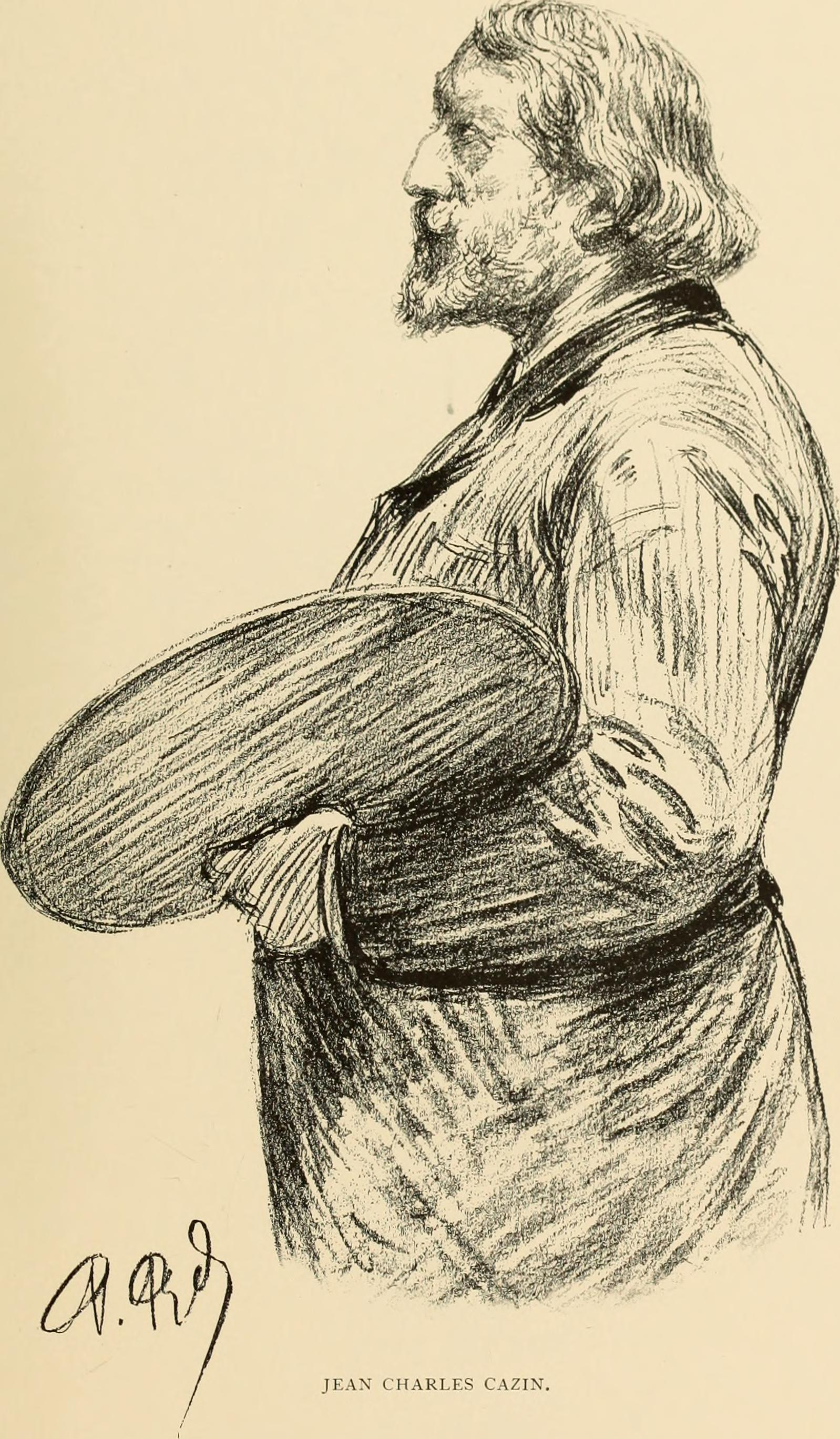
Jean-Charles Cazin (1892)

Jean-Charles Cazin (geboren 25. Mai 1841 in Samer; gestorben 26. März 1901 in Le Lavandou) war ein französischer Keramiker, Maler, Stecher und Zeichner.

## Leben
Jean-Charles Cazin war der Sohn des Arztes François-Joseph Cazin, sein Bruder Henri Cazin wurde ebenfalls Arzt. Er wuchs in Samer und Boulogne-sur-Mer auf. 1862 besuchte er in Paris die Malschule des Horace Lecoq de Boisbaudran und stellte 1863 das Bild Souvenir de dunes à Wissant im Salon des Refusés aus. Ab 1863 bis 1868 arbeitete er als Zeichenlehrer an der École spéciale de dessin d’architecture von Émile Trélat. 1868 heiratete er die Malerin und Bildhauerin Guillet Marie Cazin (1844–1924) und ab 1869 arbeitete er als Kurator im Musée des Beaux-Arts de Tours und in der Stadt auch als Leiter der Kunstschule. Nach dem Deutsch-Französischen Krieg zogen sie 1872 nach England, um dort mit Alphonse Legros eine Kunstschule zu eröffnen, was aber nicht gelang. Stattdessen dekorierte er in London zahlreiche Keramiken für die Fulham Pottery. Später schuf er zusammen mit seinem Sohn zahlreiche Keramiken.
1874 kehrte er zurück nach Paris und stellte 1876 das Bild Die Werft im Salon de Paris aus. Er ließ sich in Boulogne-sur-Mer nieder und malte historische Genre-Gemälde und biblische Szenen, die auf Unverständnis stießen. Daher konzentrierte er sich auf die Landschaft am Pas de Calais. Im Pariser Panthéon vollendete er Wandgemälde, die Puvis de Chavannes dort begonnen hatte. Für seinen Freund Auguste Rodin stand er im Jahr 1885 Modell für dessen Plastik Die Bürger von Calais, Rodin nahm ihn für die Figur des Eustache de Saint-Pierre. 1893 reiste er mit seinem Sohn, dem Stecher, Medailleur und Keramiker Michel Cazin (1869–1917),  mit 180 Bildern in die USA, er wurde dort freundlich empfangen und gewann Henry Clay Frick als Sammler.
Cazin wurde 1882 in die Ehrenlegion aufgenommen und 1889 zum Offizier erhoben. In seinem Geburtsort Samer wurde das „Musée Jean-Charles-Cazin“ eingerichtet mit Bildern, Keramiken und Medaillen Cazins, seiner Frau, seines Sohnes und seiner Schwiegertochter Berthe Cazin (1872–1971).

Bilder
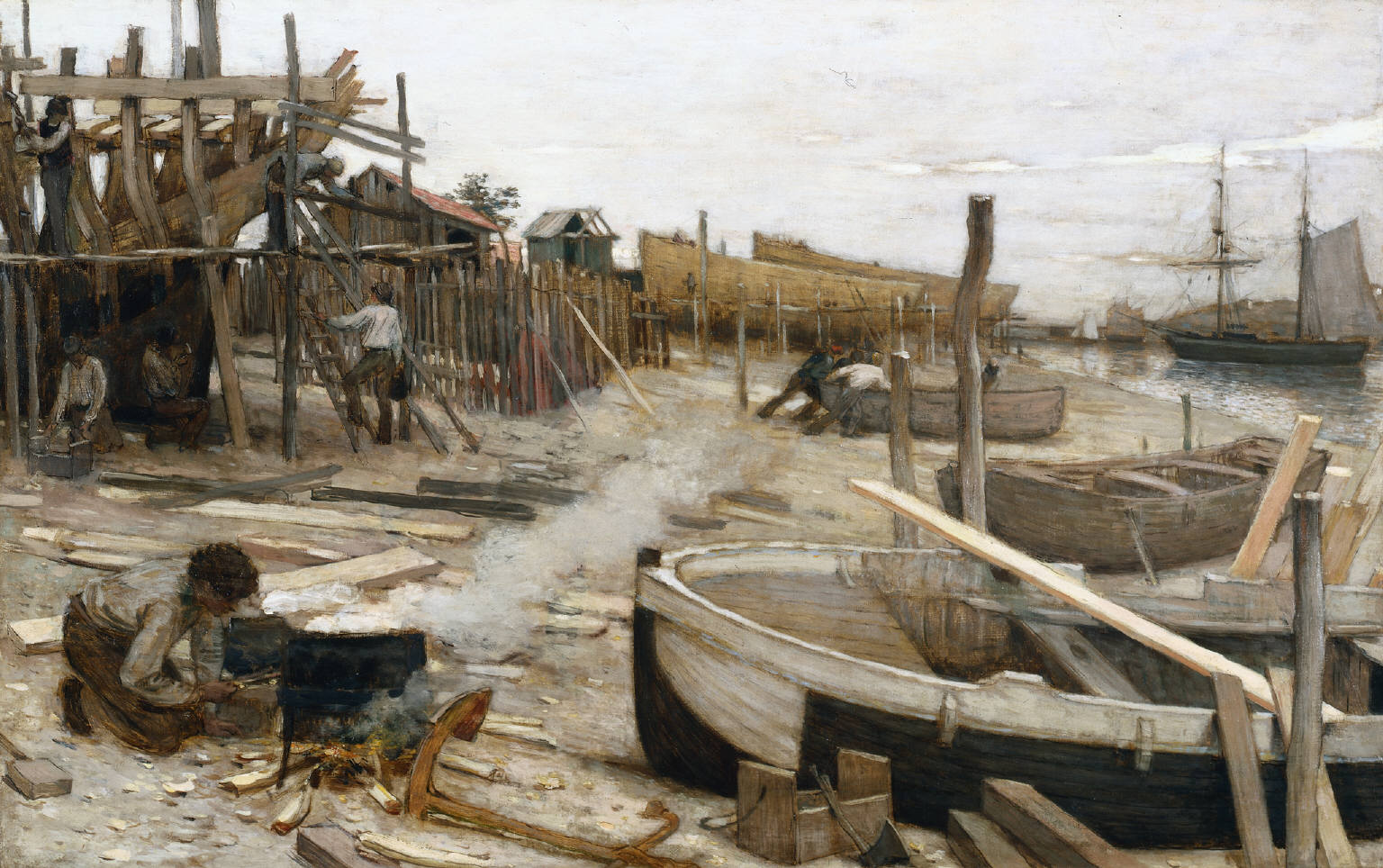
Die Werft (1875)
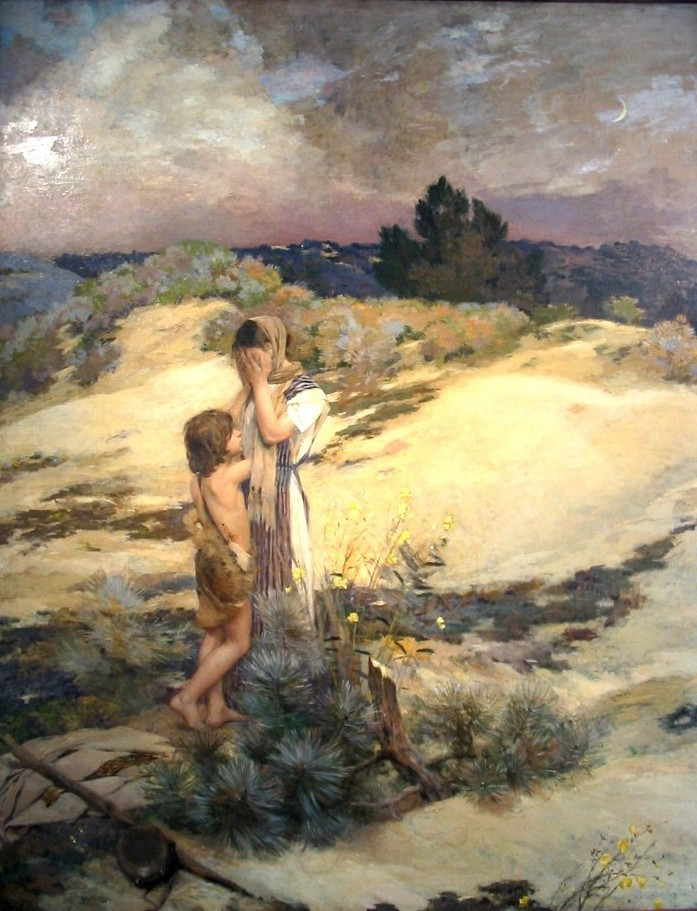
Agar und Ismaël (1880)
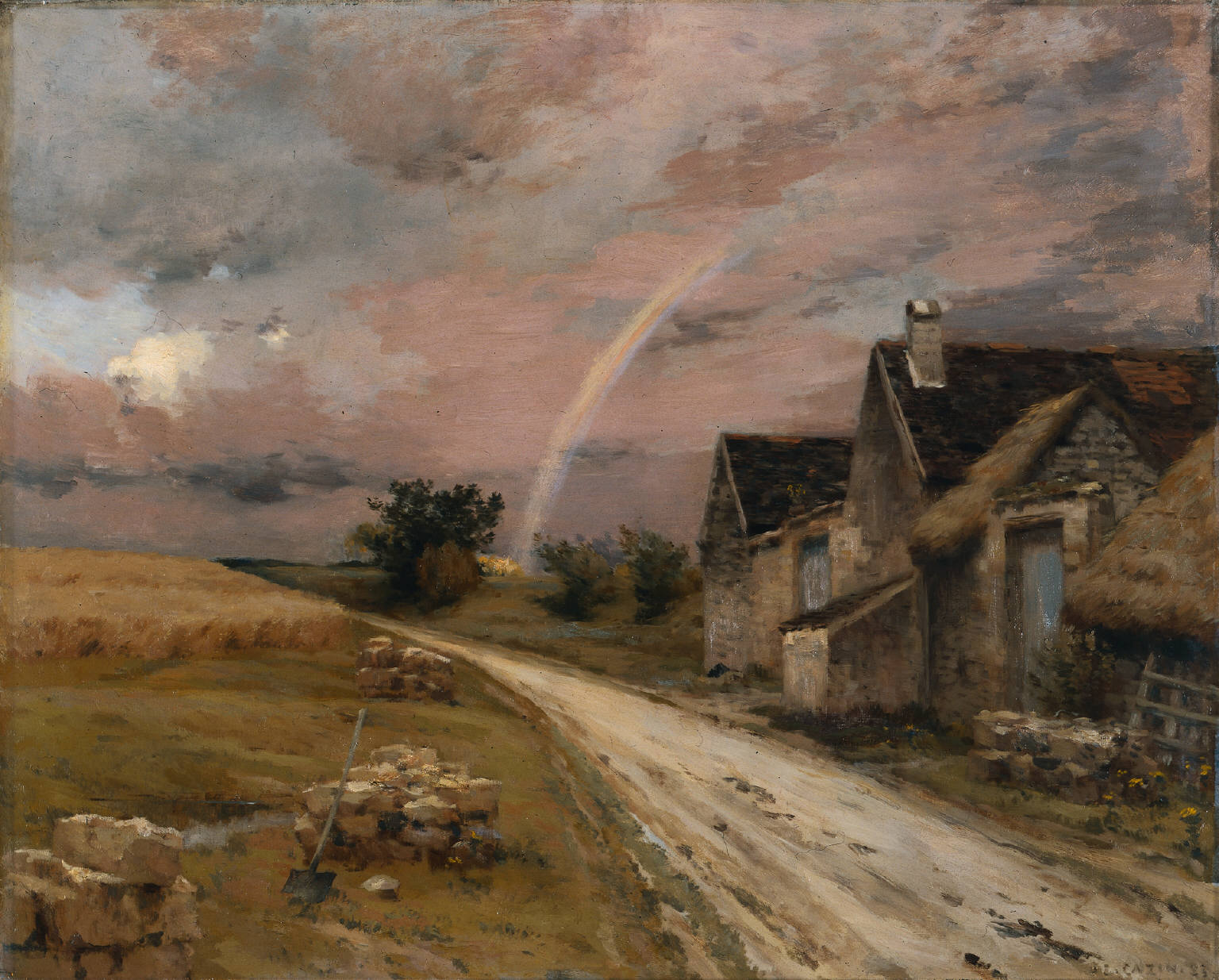
Regenbogen (1883)
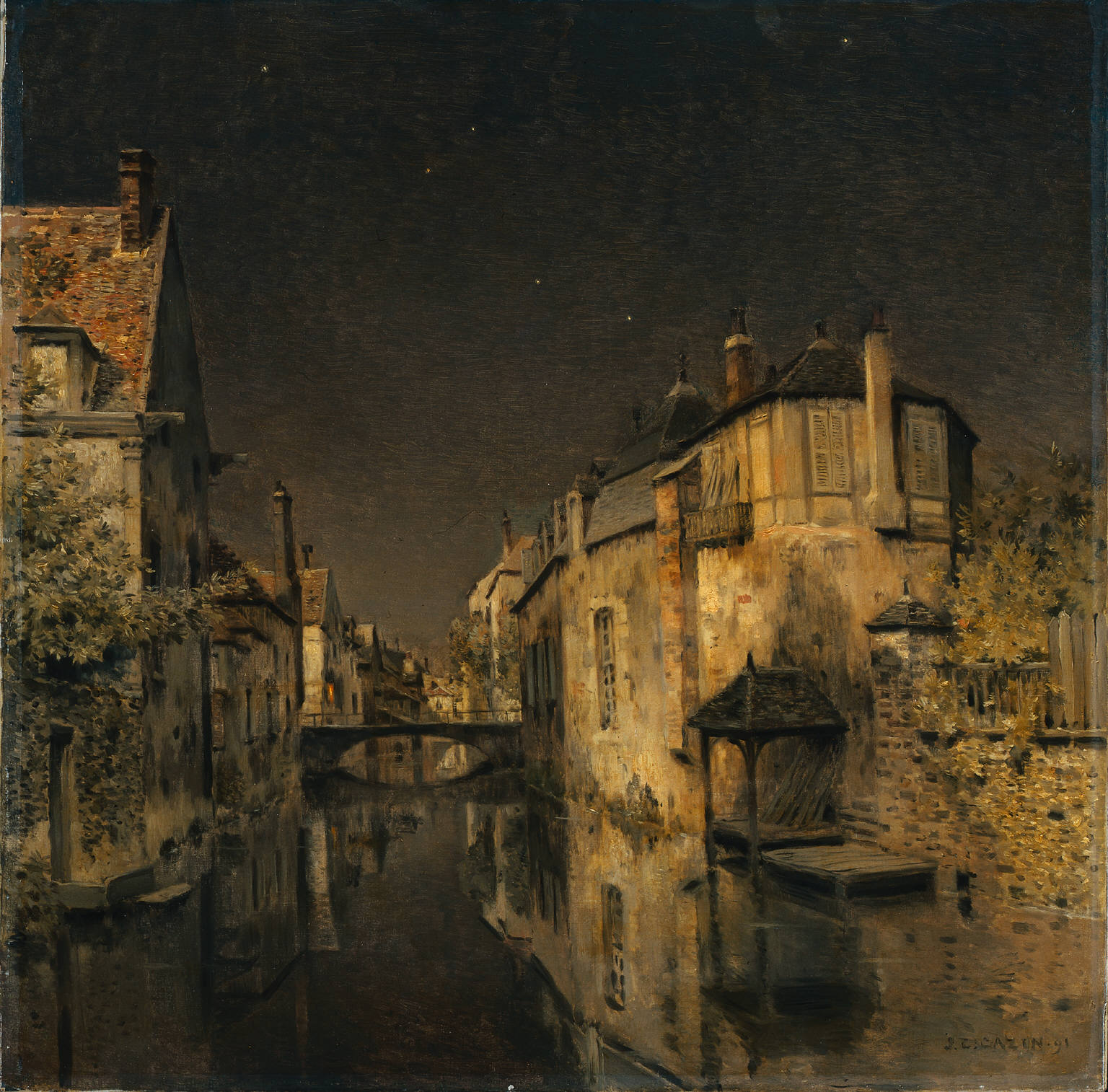
Mitternacht (1891)
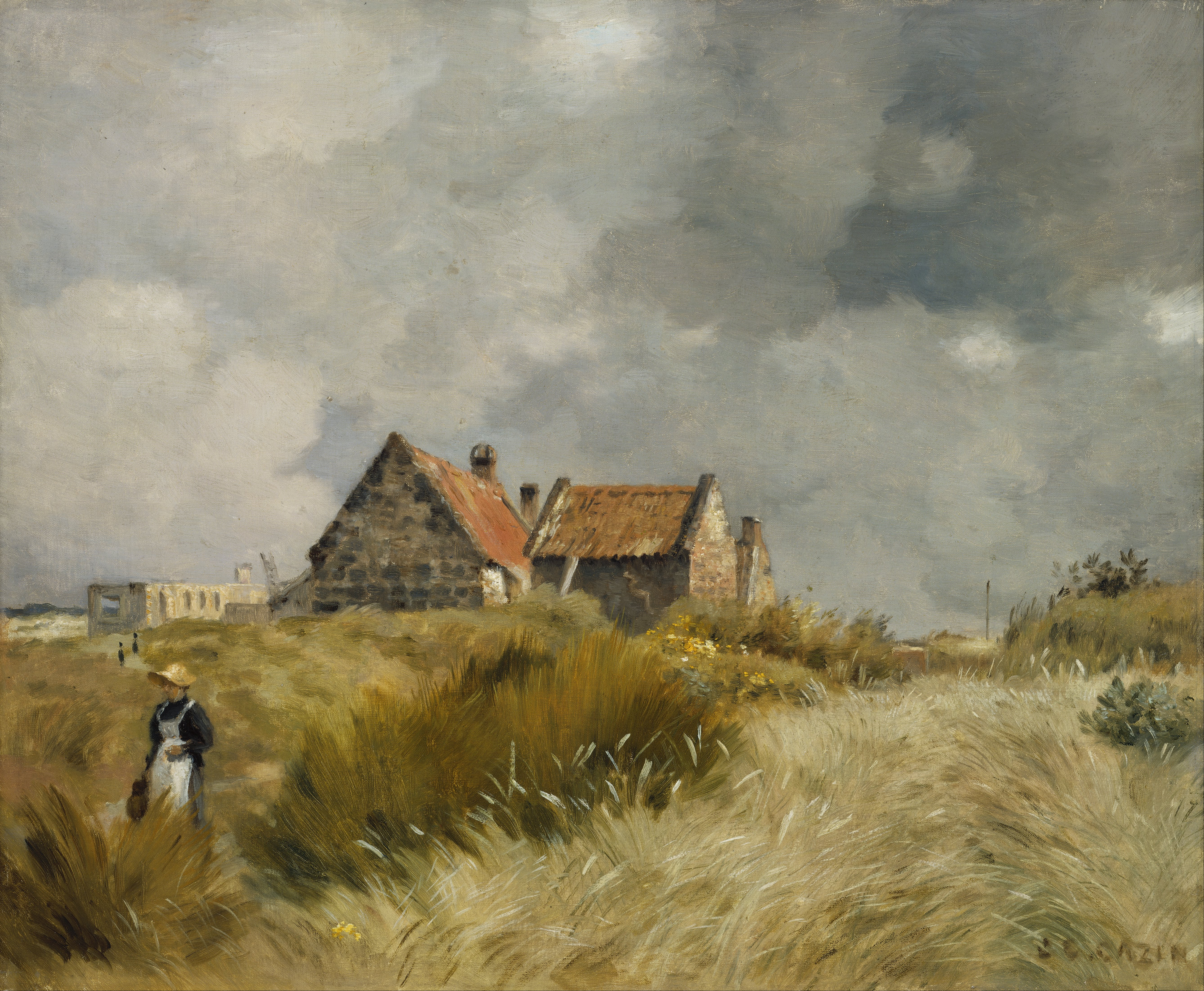
Haus in den Dünen
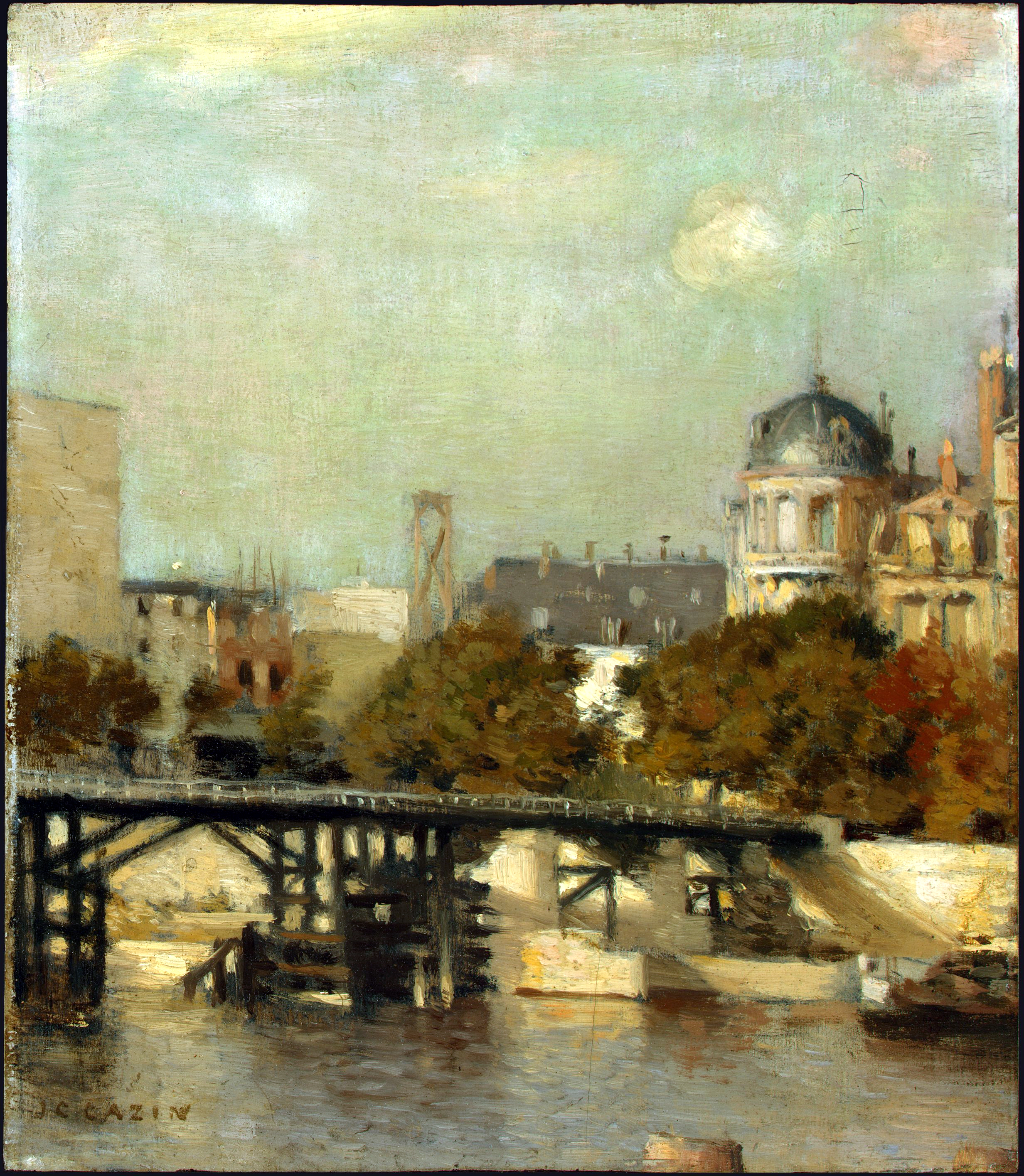
Ansicht in Paris
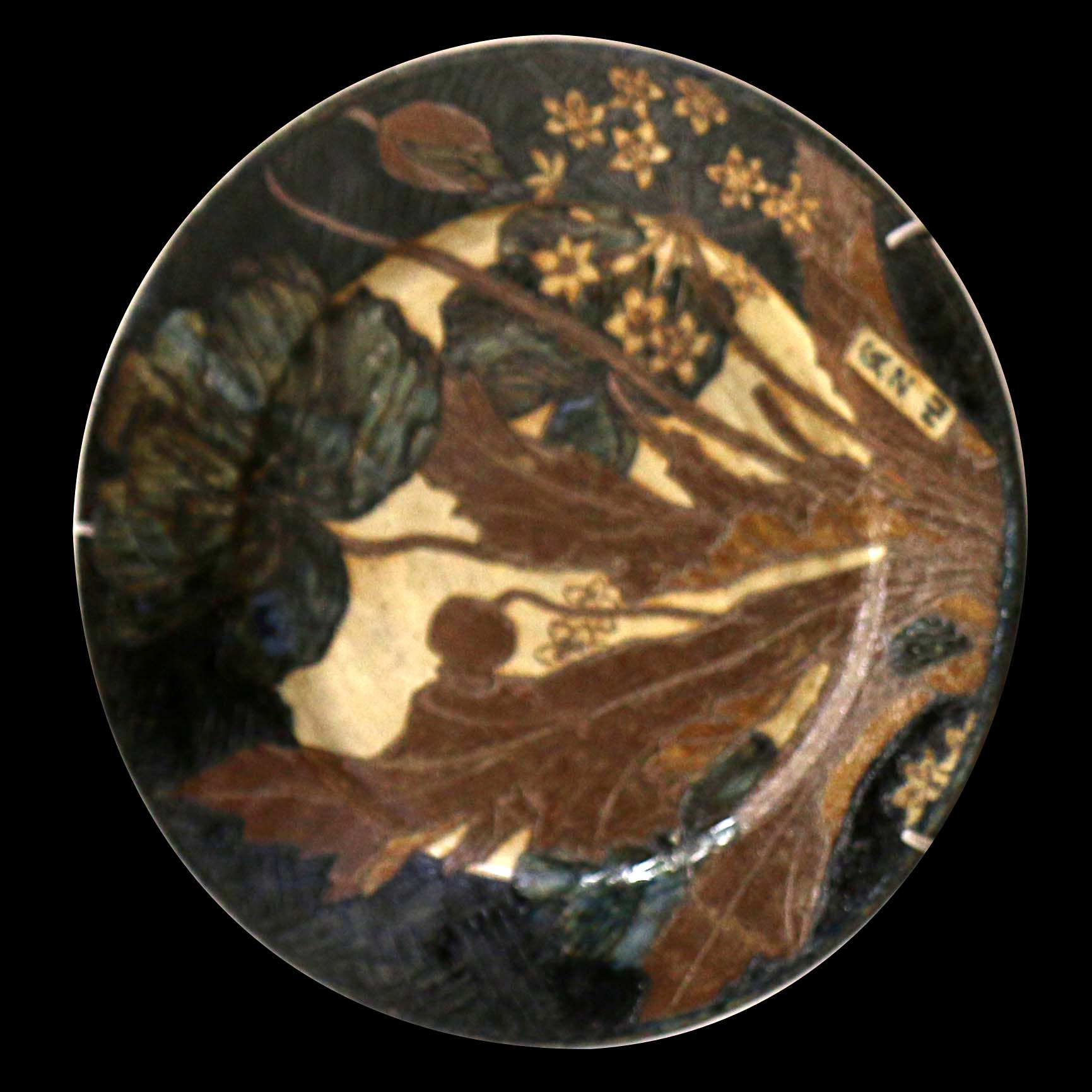
Mohn
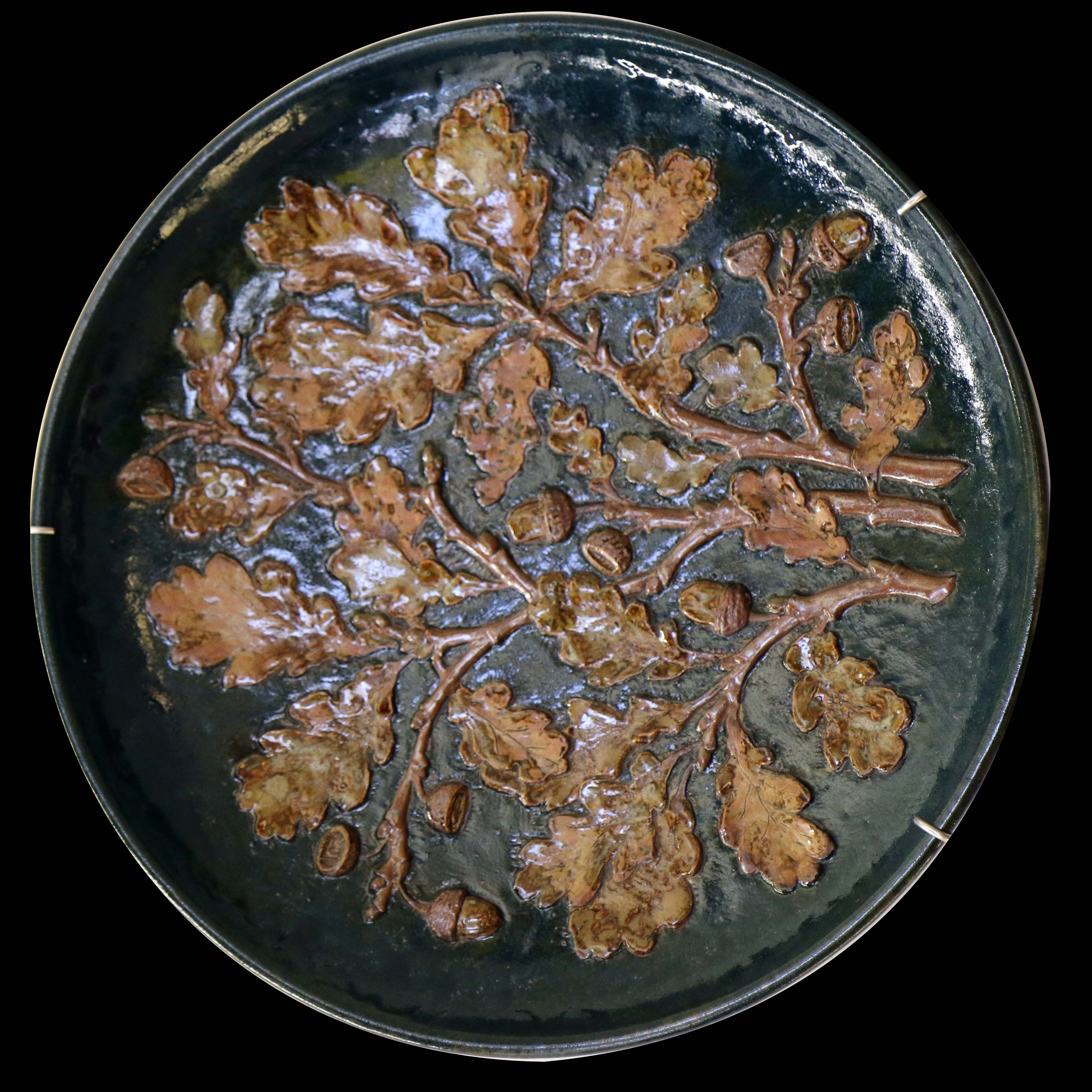
Eichenlaub